# ジョルジャ・スミス
ジョルジャ・スミス（Jorja Smith、1997年6月11日 - ）は、イギリス・ウォルソール出身の歌手・アーティスト。実際の英語の発音に近い「ジョージャ・スミス」の表記も見られる。

## 来歴

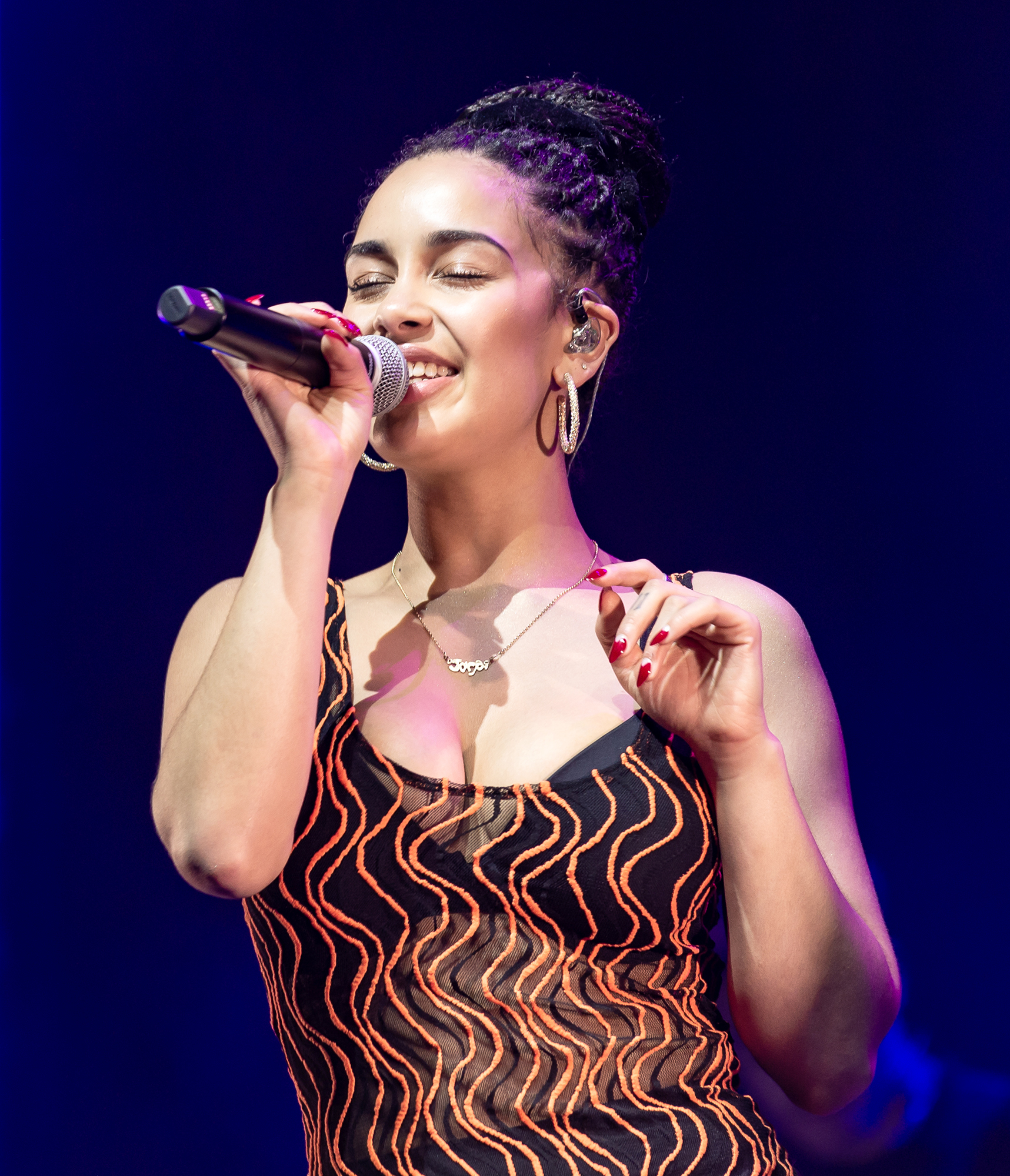
ライブでのジョルジャ・スミス（2018年）

父はネオ・ソウルグループ「2nd Naicha」のリード・シンガーであり、レゲエやソウル、ロックなどの音楽を聴いて育つ。
2016年1月、デビュー・シングルとなる「Blue Lights」をリリースし、本格的に活動を開始。楽曲「Where Did I Go?」はドレイクがお気に入りの曲として挙げるなど徐々に注目を集める。同年11月、ファーストEPとなる『Project 11』をリリース。2017年3月に発表されたドレイクのプレイリスト名義のアルバム『More Life』の2曲にフィーチャリング・ゲストとして参加。
2018年1月、過去にはアデルやサム・スミスらも受賞した「Brit Critics' Choice Award」を受賞した。6月8日にファースト・アルバム『ロスト・アンド・ファウンド』をリリースする。8月には来日しSummer Sonic'18に出演した。

## ディスコグラフィ

### スタジオ・アルバム
- 『ロスト・アンド・ファウンド』 - Lost & Found (2018年、FAMM)
- 『falling or flying』 - Falling or Flying (2023年、FAMM)

### EP
- Project 11 (2016年、FAMM)
- Spotify Singles (2017年、FAMM)
- 『ビー・ライト・バック』 - Be Right Back (2021年、FAMM)